# Lerista colliveri
Lerista colliveri — вид сцинкоподібних ящірок родини сцинкових (Scincidae). Ендемік Австралії.

## Опис
Сцинки Lerista colliveri є відносно великими представниками свого роду, їх довжина (без врахування хвоста) становить 8,4 см, довжина хвоста становить 12,7 см. Лапи у них сильно редуковані, на передніх лапах кігті відсутні, на задніх лапах є лише один палець з одним пазурем.

## Поширення і екологія
Lerista colliveri мешкають у внутрішніх районах на північному сході Квінсленду, на схід від міста Таунсвілл. Вони живуть в рідколіссях, під камінням і поваленими деревами, серед пухкого ґрунту.

## Збереження
МСОП класифікує стан збереження цього виду як близький до загрозливого. Lerista colliveri загрожує знищення природного середовища.